# 奥东
奥东，是西班牙阿拉贡自治区特鲁埃尔省的一个市镇。总面积74平方公里，总人口261人（2001年），人口密度4人/平方公里。